# Wilson Obungu
Wilson Obungu Oduor (ur. 5 września 1984 w Mombasie) – kenijski piłkarz grający na pozycji bramkarza. W swojej karierze rozegrał 14 meczów w reprezentacji Kenii.

## Kariera klubowa
Swoją karierę piłkarską Obungu rozpoczął w klubie Cook’N Lite FC. W sezonie 2003/2004 zadebiutował w jego barwach w pierwszej lidze kenijskiej. W sezonie 2004/2005 grał w Dubai Bank FC, a w sezonie 2005/2006 w Coast Stars FC. W latach 2006–2008 występował w Bandari FC, a w latach 2009-2011 w Sofapaka FC. W sezonie 2009 wywalczył z nim mistrzostwo Kenii, a w sezonie 2010 zdobył Puchar Kenii. W 2012 roku był graczem SoNy Sugar FC. W 2013 wrócil do Bandari FC i grał w nim do 2017 roku, czyli do końca swojej kariery. W 2015 roku zdobył z nim Puchar Kenii.

## Kariera reprezentacyjna
W reprezentacji Kenii Obungu zadebiutował 26 sierpnia 2009 w przegranym 1:2 towarzyskim meczu z Bahrajnem, rozegranym w Ar-Rifa. Od 2009 do 2014 wystąpił w kadrze narodowej 14 razy.